# ヤン・マリーネス
- ヤン・マリネス
- ヤン・マリニエス

ヤン・カルロス・マリーネス・フエンテ（英: Jhan Carlos Marinez Fuente, 1988年8月12日 - ）は、ドミニカ共和国サントドミンゴ出身のプロ野球選手（投手）。右投右打。2021年開催の東京オリンピック 野球 銅メダリスト。
愛称はラ・エレクトゥリシダードゥ（La Electricidad）。
メディアによっては「マリネス」、「マリニエス」と表記されることもある。

## 経歴

### プロ入りとマーリンズ時代
2006年にフロリダ・マーリンズと契約してプロ入り。この年は傘下のルーキー級ドミニカン・サマーリーグ・マーリンズでプロデビュー。20試合（先発2試合）に登板して2勝1敗1セーブ・防御率7.00・22奪三振の成績を残した。
2007年はルーキー級ドミニカン・サマーリーグ・マーリンズとルーキー級ガルフ・コーストリーグ・マーリンズでプレーし、2球団合計で8試合（先発5試合）に登板して2勝3敗・防御率5.47・29奪三振の成績を残した。
2008年はルーキー級ガルフ・コーストリーグ・マーリンズでプレーし、12試合（先発1試合）に登板して1勝1敗1セーブ・防御率6.11・18奪三振の成績を残した。
2009年はA+級ジュピター・ハンマーヘッズでプレーし、29試合に登板して1勝1敗1セーブ・防御率3.14・42奪三振の成績を残した。
2010年はAA級ジャクソンビル・サンズで開幕を迎え、7月16日にメジャー契約を結んでアクティブ・ロースター入りした。同日のワシントン・ナショナルズ戦でメジャーデビュー。この年メジャーでは4試合に登板して1勝1敗・防御率6.75・3奪三振の成績を残した。
2011年は一年間AA級ジャクソンビルでプレーし、56試合に登板して3勝8敗3セーブ・防御率3.57・74奪三振の成績を残した。またこの年はオールスター・フューチャーズゲームにも選出されている。

### ホワイトソックス時代
2011年9月29日にオジー・ギーエン（監督）とのトレードで、オジー・マルティネスと共にシカゴ・ホワイトソックスへ移籍した。
2012年はマイナーでは傘下のAAA級シャーロット・ナイツでプレーし、40試合に登板して4勝2敗4セーブ・防御率2.86・65奪三振の成績を残した。また、メジャーでは2試合に登板した。
2013年はアパラチアンリーグのルーキー級ブリストル・ホワイトソックスとAAA級シャーロットでプレーし、2球団合計で22試合に登板して2勝4敗2セーブ・防御率6.16・33奪三振の成績を残した。9月6日に40人枠外となり、オフの11月4日にFAとなった。

### タイガース傘下時代
2013年11月18日にデトロイト・タイガースとマイナー契約を結んだ。
2014年は開幕から傘下のAAA級トレド・マッドヘンズでプレーしていたが、5月17日に自由契約となった。

### ドジャース傘下時代
2014年5月19日にロサンゼルス・ドジャースとマイナー契約を結んだ。移籍後は傘下のAA級チャタヌーガ・ルックアウツでプレーし、この年は移籍前を含めて2球団合計で33試合に登板して8勝3敗・防御率6.69・46奪三振の成績を残した。オフにFAとなった。

### レイズ時代
2014年12月17日にタンパベイ・レイズとマイナー契約を結んだ。
2015年は傘下のAA級モンゴメリー・ビスケッツ、AAA級ダーラム・ブルズでプレーし、2球団合計で50試合に登板して4勝1敗7セーブ・防御率2.27・71奪三振の成績を残した。オフの12月1日にマイナー契約で再契約した。
2016年は開幕をAAA級ダーラムで迎えたが、4月24日にメジャー契約を結んで25人枠入りした。5月8日にDFAとなった。

### ブルワーズ時代
2016年5月13日に金銭トレードで、ミルウォーキー・ブルワーズへ移籍した。この年メジャーでは移籍前を含めて46試合に登板して0勝1敗・防御率3.18・50奪三振の成績を残した。
2017年5月15日にDFAとなった。

### パイレーツ時代
2017年5月19日にウェイバー公示を経てピッツバーグ・パイレーツへ移籍した。8月5日にジョージ・コントスの加入に伴い、DFAとなった。

### レンジャーズ時代
2017年8月10日にウェイバー公示を経てテキサス・レンジャーズへ移籍した。9月1日にDFAとなり、4日に40人枠から外れる形でAAA級ラウンドロック・エクスプレスへ配属された。この年メジャーでは3球団合計で43試合に登板して0勝3敗・防御率3.70・45奪三振の成績を残した。レギュラーシーズン終了後の10月12日にFAとなった。

### オリオールズ時代
2017年11月28日にボルチモア・オリオールズとマイナー契約を結んだ。
2018年は開幕を傘下のAAA級ノーフォーク・タイズで迎え、7月10日にメジャー契約を結んでアクティブ・ロースター入りした。故障者リストに登録されていた8月31日に40人枠外となった（AAA級ノーフォークへ配属）。10月3日にFAとなる。

### メキシカンリーグ時代
2019年4月3日にメキシカンリーグのメキシコシティ・レッドデビルズと契約を結ぶ。4月19日に放出された。

## 詳細情報

### 年度別投手成績
| 年 度    | 球 団    | 登 板 | 先 発 | 完 投 | 完 封 | 無 四 球 | 勝 利 | 敗 戦 | セ 丨 ブ | ホ 丨 ル ド | 勝 率 | 打 者 | 投 球 回 | 被 安 打 | 被 本 塁 打 | 与 四 球 | 敬 遠 | 与 死 球 | 奪 三 振 | 暴 投 | ボ 丨 ク | 失 点 | 自 責 点 | 防 御 率 | W H I P |
| -------- | -------- | ----- | ----- | ----- | ----- | -------- | ----- | ----- | -------- | ----------- | ----- | ----- | -------- | -------- | ----------- | -------- | ----- | -------- | -------- | ----- | -------- | ----- | -------- | -------- | ------- |
| 2010     | FLA      | 4     | 0     | 0     | 0     | 0        | 1     | 1     | 0        | 0           | .500  | 14    | 2.2      | 3        | 1           | 3        | 0     | 0        | 3        | 0     | 0        | 3     | 2        | 6.75     | 2.25    |
| 2012     | CWS      | 2     | 0     | 0     | 0     | 0        | 0     | 0     | 0        | 0           | ----  | 11    | 2.2      | 2        | 0           | 2        | 1     | 0        | 1        | 0     | 0        | 0     | 0        | 0.00     | 1.50    |
| 2016     | TB       | 3     | 0     | 0     | 0     | 0        | 0     | 0     | 0        | 0           | ----  | 13    | 3.2      | 2        | 1           | 0        | 0     | 0        | 3        | 0     | 0        | 1     | 1        | 2.45     | 0.55    |
| 2016     | MIL      | 43    | 0     | 0     | 0     | 0        | 0     | 1     | 0        | 5           | .000  | 256   | 58.2     | 60       | 3           | 21       | 3     | 6        | 47       | 4     | 0        | 24    | 21       | 3.22     | 1.38    |
| '16計    | MIL      | 46    | 0     | 0     | 0     | 0        | 0     | 1     | 0        | 5           | .000  | 269   | 62.1     | 62       | 4           | 21       | 3     | 6        | 50       | 4     | 0        | 25    | 22       | 3.18     | 1.33    |
| 2017     | MIL      | 15    | 0     | 0     | 0     | 0        | 0     | 2     | 0        | 3           | .000  | 81    | 16.2     | 23       | 2           | 11       | 2     | 1        | 14       | 2     | 0        | 12    | 10       | 5.40     | 2.04    |
| 2017     | PIT      | 24    | 0     | 0     | 0     | 0        | 0     | 1     | 0        | 0           | .000  | 148   | 34.0     | 34       | 4           | 12       | 1     | 4        | 26       | 4     | 0        | 12    | 12       | 3.18     | 1.35    |
| 2017     | TEX      | 4     | 0     | 0     | 0     | 0        | 0     | 0     | 0        | 0           | ----  | 33    | 7.2      | 7        | 0           | 3        | 0     | 2        | 5        | 0     | 0        | 2     | 2        | 2.35     | 1.30    |
| '17計    | TEX      | 43    | 0     | 0     | 0     | 0        | 0     | 3     | 0        | 3           | .000  | 229   | 50.2     | 64       | 6           | 26       | 3     | 7        | 45       | 6     | 0        | 26    | 24       | 3.70     | 1.54    |
| 2018     | BAL      | 8     | 0     | 0     | 0     | 0        | 0     | 0     | 0        | 0           | ----  | 40    | 8.0      | 9        | 1           | 9        | 0     | 0        | 3        | 0     | 0        | 6     | 5        | 5.63     | 2.25    |
| MLB：5年 | MLB：5年 | 103   | 0     | 0     | 0     | 0        | 1     | 5     | 0        | 8           | .167  | 596   | 134.0    | 140      | 12          | 61       | 7     | 13       | 102      | 10    | 0        | 60    | 53       | 3.56     | 1.50    |

- 2018年度シーズン終了時

### 年度別守備成績
| 年 度 | 球 団 | 投手（P） | 投手（P） | 投手（P） | 投手（P） | 投手（P） | 投手（P） |
| 年 度 | 球 団 | 試 合     | 刺 殺     | 補 殺     | 失 策     | 併 殺     | 守 備 率  |
| ----- | ----- | --------- | --------- | --------- | --------- | --------- | --------- |
| 2010  | FLA   | 4         | 1         | 0         | 0         | 0         | 1.000     |
| 2012  | CWS   | 2         | 0         | 1         | 0         | 0         | 1.000     |
| 2016  | TB    | 3         | 0         | 1         | 0         | 0         | 1.000     |
| 2016  | MIL   | 43        | 2         | 11        | 0         | 0         | 1.000     |
| '16計 | MIL   | 46        | 2         | 12        | 0         | 0         | 1.000     |
| 2017  | MIL   | 15        | 1         | 1         | 0         | 0         | 1.000     |
| 2017  | PIT   | 24        | 3         | 3         | 0         | 1         | 1.000     |
| 2017  | TEX   | 4         | 0         | 2         | 0         | 1         | 1.000     |
| '17計 | TEX   | 43        | 4         | 6         | 0         | 2         | 1.000     |
| 2018  | BAL   | 8         | 0         | 1         | 1         | 0         | .500      |
| MLB   | MLB   | 103       | 7         | 20        | 1         | 2         | .964      |

- 2018年度シーズン終了時

### 記録
MiLB
- オールスター・フューチャーズゲーム選出：1回（2011年）

### 代表歴
- 2020年東京オリンピックの野球競技・ドミニカ共和国代表

### 背番号
- 54（2010年）
- 57（2012年）
- 50（2016年 - 同年途中）
- 53（2016年途中 - 2017年途中）
- 52（2017年途中 - 同年8月4日）
- 49（2017年8月11日 - 同年終了）
- 59（2018年）